# Psitteuteles iris
Il lorichetto iridato (Psitteuteles iris Temminck, 1835) è un uccello della famiglia degli Psittaculidi.

## Descrizione
Colore generale verde, taglia attorno ai 20 cm; fronte rossa, guance verdi, copritrici auricolari blu, vertice del capo e parte della nuca grigio-blu; becco e iride arancio. Giallo sfumato su petto, fianchi e ventre, e collare giallo sulla nuca. Presenta dimorfismo sessuale: nella femmina il rosso della fronte è sostituito dal verde, con puntinature rosse più o meno evidenti in base al soggetto, e guance gialle. I maschi immaturi sono simili alla femmina ma con colori più smorti, e becco e iride marroni. Si presenta con tre sottospecie:
- P. i. iris, sottospecie nominale;
- p. i. rubripileum, identificabile per l'assenza del grigio-blu sul vertice del capo e sulla nuca:
- P. i. wetterensis, in cui il rosso della fronte è molto allargato fino a circondare completamente una macchia grigio-blu presente sul vertice del capo.

## Distribuzione
È endemico delle isole di Timor e Wetar, in Indonesia. Fino al 1990 ritenuto comune, nel 1993 uno studio degli ornitologi Noscke e Saleh ha evidenziato che si tratta di specie in rapido declino a causa della deforestazione cui sta andando incontro soprattutto Timor, dove ormai è confinato nella sola parte occidentale. In cattività è poco diffuso, ma in alcuni centri sperimentali è stabilmente riprodotto.

## Biologia
Vive nella foresta primaria tropicale, dalle pianure fino ai 1500 metri di quota; è erratico e si muove per tutto il suo areale alla ricerca di alberi in fiore.